# L'unità italiana

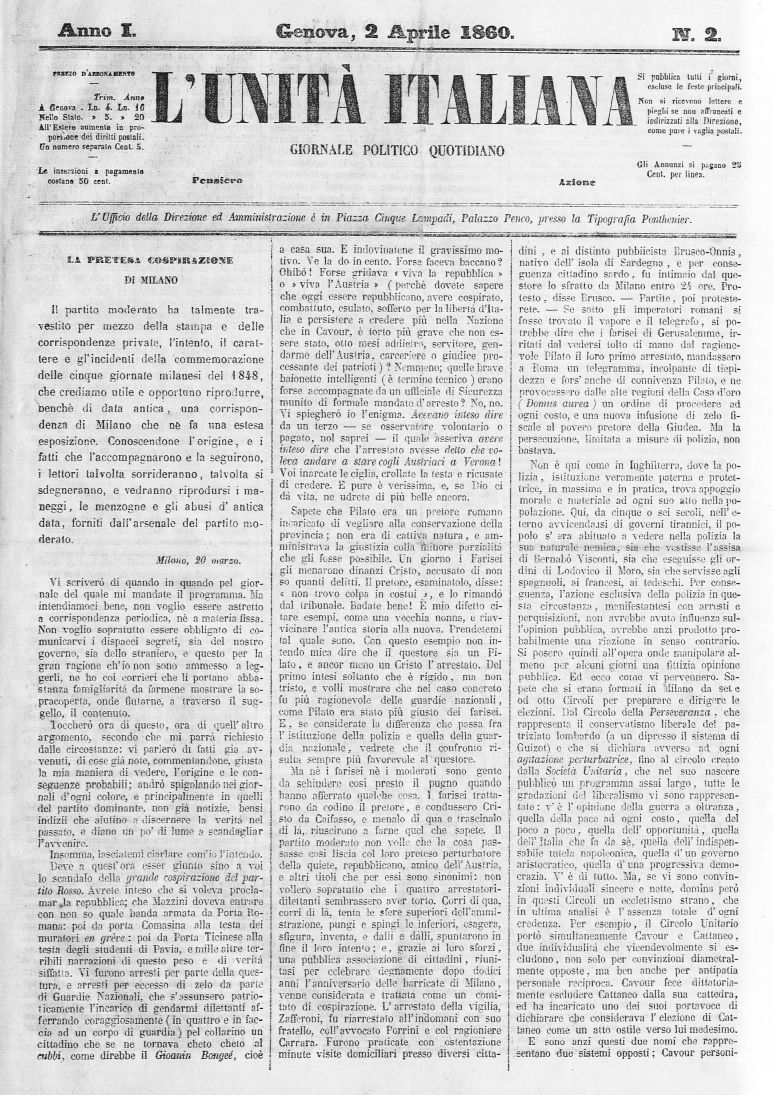
L'unità italiana del 2 aprile 1860

L'unità italiana è stato un quotidiano politico italiano di ispirazione mazziniana.
Il primo numero uscì il 1º aprile 1860 e fecero parte della direzione Maurizio Quadrio, Federico Campanella, Bartolomeo Francesco Savi, Filippo De Boni, Vincenzo Brusco Onnis, Aurelio Saffi e Alberto Mario. Campanella ne era anche l'amministratore.
Dal 1º gennaio 1861 la sede si trasferì a Milano. Nel 1871 si fuse con l'altra testata mazziniana, Il dovere, nel nuovo quotidiano Unità italiana e Dovere.